# جنت جگان
جنت جگان (انگلیسی: Janet Rosenberg Jagan؛ ۲۰ اکتبر ۱۹۲۰ – ۲۸ مارس ۲۰۰۹) یک سیاست‌مدار سوسیالیست زاده ایالات متحده آمریکا بود. جگان از ۱۹ دسامبر ۱۹۹۷ تا ۱۱ اوت ۱۹۹۹ ششمین رئیس‌جمهور گویان و پیشتر از ۱۷ مارس تا ۱۹ دسامبر ۱۹۹۷ نخست‌وزیر گویان بود.